# 髙尾瑠
髙尾 瑠（たかお りゅう、1996年11月9日 - ）は、愛知県知多郡阿久比町出身のプロサッカー選手。Jリーグ・北海道コンサドーレ札幌所属。ポジションはディフェンダー（DF）。

## 来歴
名古屋グランパスの下部組織を経て、大学では関西学院大学に進学。関西学院大学では1年生ながらレギュラーに抜擢されて、4冠達成に貢献して全日本大学選抜にも選出された。2018年6月22日、ガンバ大阪への来シーズン加入内定が発表された。
2019年よりガンバ大阪に入団した。加入後はJ3リーグのU-23チームでコンスタントに出場機会を得た。5月8日、ルヴァンカップ第5節の清水エスパルス戦でトップチームデビューを果たした。5月18日、第12節のセレッソ大阪戦でJ1デビューを果たし、勝利に貢献した。
2020年11月22日、第28節の浦和レッズ戦でプロ入り初得点を決めて、勝利に貢献した。
2024年1月10日、北海道コンサドーレ札幌へ完全移籍することが発表された。
同月、キャンプ4日に左膝を痛めて離脱、復帰はシーズン半ばとなった。3バックの右に入りチームを支えるが、この年、札幌はJ2へ降格した。

## 所属クラブ
- A.F.C. AGUI
- 名古屋グランパスU-15（阿久比町立阿久比中学校）
- 名古屋グランパスU-18（愛知県立日進西高等学校）
- 関西学院大学
- 2019年 - 2023年  ガンバ大阪
- 2024年 -  北海道コンサドーレ札幌

## 個人成績
| 国内大会個人成績 | 国内大会個人成績 | 国内大会個人成績 | 国内大会個人成績 | 国内大会個人成績 | 国内大会個人成績 | 国内大会個人成績 | 国内大会個人成績 | 国内大会個人成績 | 国内大会個人成績 | 国内大会個人成績 | 国内大会個人成績 |
| 年度             | クラブ           | 背番号           | リーグ           | リーグ戦         | リーグ戦         | リーグ杯         | リーグ杯         | オープン杯       | オープン杯       | 期間通算         | 期間通算         |
| 年度             | クラブ           | 背番号           | リーグ           | 出場             | 得点             | 出場             | 得点             | 出場             | 得点             | 出場             | 得点             |
| 日本             | 日本             | 日本             | 日本             | リーグ戦         | リーグ戦         | リーグ杯         | リーグ杯         | 天皇杯           | 天皇杯           | 期間通算         | 期間通算         |
| ---------------- | ---------------- | ---------------- | ---------------- | ---------------- | ---------------- | ---------------- | ---------------- | ---------------- | ---------------- | ---------------- | ---------------- |
| 2019             | G大阪            | 27               | J1               | 18               | 0                | 5                | 0                | 1                | 0                | 24               | 0                |
| 2020             | G大阪            | 27               | J1               | 32               | 1                | 1                | 0                | 2                | 0                | 35               | 1                |
| 2021             | G大阪            | 27               | J1               | 19               | 0                | 1                | 0                | 3                | 0                | 23               | 1                |
| 2022             | G大阪            | 13               | J1               | 26               | 0                | 1                | 0                | 2                | 0                | 29               | 0                |
| 2023             | G大阪            | 13               | J1               | 16               | 0                | 5                | 0                | 1                | 0                | 22               | 0                |
| 2024             | 札幌             | 2                | J1               | 24               | 0                | 6                | 0                | 3                | 0                | 33               | 0                |
| 通算             | 日本             | 日本             | J1               | 140              | 1                | 19               | 0                | 12               | 0                | 171              | 1                |
| 総通算           | 総通算           | 総通算           | 総通算           | 140              | 1                | 19               | 0                | 12               | 0                | 171              | 1                |

その他の公式戦
| 2019   | G大23  | 27     | J3     | 8 | 0 | 8 | 0 |
| 通算   | 日本   | 日本   | J3     | 8 | 0 | 8 | 0 |
| 総通算 | 総通算 | 総通算 | 総通算 | 8 | 0 | 8 | 0 |

- 2021年
  - FUJI XEROX SUPER CUP 1試合0得点

| 国際大会個人成績 | 国際大会個人成績 | 国際大会個人成績 | 国際大会個人成績 | 国際大会個人成績 |
| 年度             | クラブ           | 背番号           | 出場             | 得点             |
| AFC              | AFC              | AFC              | ACL              | ACL              |
| ---------------- | ---------------- | ---------------- | ---------------- | ---------------- |
| 2021             | G大阪            | 27               | 1                | 0                |
| 通算             | AFC              | AFC              | 1                | 0                |

- Jリーグ初出場 - 2019年3月10日 J3第1節 vsヴァンラーレ八戸（パナソニックスタジアム吹田）
- Jリーグ初得点 - 2020年11月22日 J1第28節 vs浦和レッズ（埼玉スタジアム2002）

## タイトル

### クラブ
名古屋グランパスU-15
- 高円宮杯 JFA 全日本U-15サッカー選手権大会：1回（2010年）

関西学院大学
- 関西学生サッカーリーグ：1回（2015年）
- 関西学生サッカー選手権大会：1回（2015年）
- 総理大臣杯全日本大学サッカートーナメント：1回（2015年）
- 全日本大学サッカー選手権大会：1回（2015年）
- 兵庫県サッカー選手権大会：2回（2015年、2018年）

### 個人
- 関西学生サッカーリーグ・新人王（2015年）
- 関西学生サッカーリーグ・優秀選手（2016年、2017年）

## 代表歴
- 全日本大学選抜（2015年、2016年）